# Гросскройц, Кевин
Ке́вин Гро́сскройц (нем. Kevin Großkreutz; 19 июля 1988, Дортмунд, Северный Рейн-Вестфалия) — немецкий футболист, защитник клуба «Бёфингхаузен». Чемпион мира 2014 года. Двукратный чемпион Германии в составе «Боруссии Дортмунд» (2011, 2012).

## Клубная карьера
После занятий в школах Кеммингхаузен и Меркур Кевина Гроскройца взяли в основную футбольную академию Дортмунда — «Боруссию». В 13 лет выступал за «Рот-Вайсс» из города Ален, которому парень очень понравился. «Боруссия» не стала упираться.

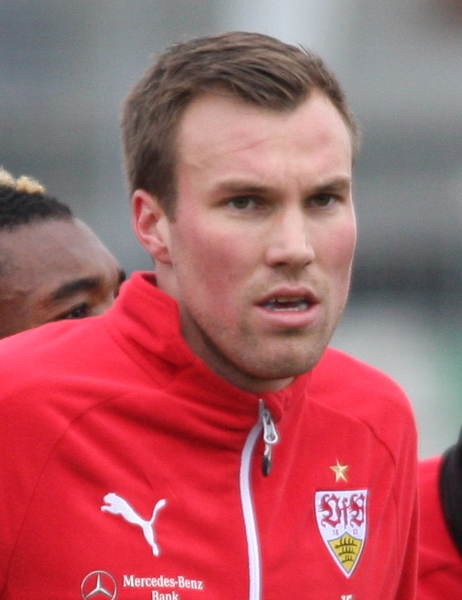
В составе «Штутгарта»

В 2007 году Кевин был впервые заявлен за профессиональную команду «Рот-Вайсс». Дебютировал за клуб 16 сентября 2006 года в матче восьмого тура против второй команды бременского «Вердера», завершившемся победой аленцев со счётом 2:0. На 78-й минуте Гроскройц заменил Ларса Тоборга. В первом же сезоне смог закрепиться в основе команды, сыграв 27 матчей и забив пять мячей. Следующий сезон для Кевина стал очень удачным: сам он сыграл 35 игр и забил 12 мячей, а его клуб вышел во вторую Бундеслигу.
В 2009 году, после успешного для Гроскройца сезона во второй Бундеслиге, в котором он сыграл 33 матча, забив 6 мячей и отдав 6 голевых передач, его купила дортмундская «Боруссия», захотевшая вернуть перспективного игрока в родной город. 8 августа 2009 года Гроскройц дебютировал в Бундеслиге в матче первого тура против «Кёльна», завершившемся победой чёрно-жёлтых со счётом 1:0.
В своём первом сезоне Кевин Гросскройц смог уверенно закрепиться в основном составе.
По ходу сезона 2010/11 Гросскройц пообещал, что побреет голову, если «Боруссия» станет чемпионом Германии. После победы в 32-м туре над «Нюрнбергом», сделавшей «Боруссию» чемпионом, его побрил одноклубник, бразилец Деде.
В январе 2016 года Гросскройц заключил двухлетний контракт со «Штутгартом». Однако уже в марте 2017 года клуб принял решение досрочно расторгнуть соглашение — поводом послужило участие Гросскройца в драке на студенческой вечеринке, из-за которой он попал в больницу и не смог сыграть в ближайших матчах команды. Спустя месяц немец  подписал контракт с «Дармштадтом».
В июле 2018 года Кевин подписал 3-летний контракт с клубом 3-го дивизиона Чемпионата Германии — «Юрдинген».
25 января 2021 года объявил о завершении карьеры.

## Карьера в сборной
Играл за сборную Германии до 19-ти и до 20-ти лет. 13 мая 2010 года дебютировал в товарищеском матче за сборную Германии с национальной командой Мальты, закончившемся победой бундестим со счётом 3:0. Кевин на 57-й минуте заменил Тони Крооса и очень активно провёл матч, заслужив похвалу со стороны многих болельщиков.

## Достижения
«Боруссия (Дортмунд)»
- Финалист Лиги чемпионов: 2012/13
- Чемпион Германии: 2011, 2012
- Обладатель Кубка Германии: 2012
- Обладатель Суперкубка Германии: 2013, 2014

Сборная Германии
- Чемпион мира: 2014

## Семья
Двоюродный брат Кевина, Марцель Гросскройц, тоже профессиональный футболист. 

## Статистика
| Сезон     | Команда             | Лига              | Матчи | Голы |
| --------- | ------------------- | ----------------- | ----- | ---- |
| 2006/07   | Рот-Вайсс (Ален)    | Регионаллига Норд | 27    | 5    |
| 2007/08   | Рот-Вайсс (Ален)    | Регионаллига Норд | 35    | 12   |
| 2008/09   | Рот-Вайсс (Ален)    | Вторая Бундеслига | 33    | 6    |
| 2009/10   | Боруссия (Дортмунд) | Бундеслига        | 32    | 5    |
| 2010/11   | Боруссия (Дортмунд) | Бундеслига        | 34    | 8    |
| 2011/12   | Боруссия (Дортмунд) | Бундеслига        | 31    | 7    |
| 2012/13   | Боруссия (Дортмунд) | Бундеслига        | 29    | 2    |
| 2013/14   | Боруссия (Дортмунд) | Бундеслига        | 33    | 1    |
| 2014/15   | Боруссия (Дортмунд) | Бундеслига        | 17    | 0    |
| 2006—2015 | Итого               | Всего             | 271   | 46   |

| Матчи Гроскройца за сборную Германии | Матчи Гроскройца за сборную Германии | Матчи Гроскройца за сборную Германии | Матчи Гроскройца за сборную Германии | Матчи Гроскройца за сборную Германии | Матчи Гроскройца за сборную Германии | Матчи Гроскройца за сборную Германии |
| ------------------------------------ | ------------------------------------ | ------------------------------------ | ------------------------------------ | ------------------------------------ | ------------------------------------ | ------------------------------------ |
| Дата                                 | Место проведения                     | Оппонент                             | Счёт                                 | Минут на поле                        | Голы                                 | Соревнование                         |
| 13 мая 2010                          | Ахен                                 | Мальта                               | 3:0                                  | 33                                   | —                                    | Товарищеский матч                    |